# Oestocephalus
Oestocephalus — вимерлий рід аїстоподих тетраподоморфів, що жили в кам'яновугільному періоді. Скам'янілості були знайдені в Чехії, а також в Огайо та Іллінойсі в США. Це типовий рід родини Oestocephalidae, хоча раніше його відносили до родини Ophiderpetontidae, яка зараз вважається парафілетичною. Він був названий Едвардом Дрінкером Коупом у 1868 році і зараз містить два види: O. amphiuminus і O. nanum.